# アレクサンドル・グレボヴィチ (スモレンスク公)
アレクサンドル・グレボヴィチ（ロシア語: Александр Глебович、? - 1313年）は、スモレンスク公グレプの子である。ムスチスラヴリ公：1278年 - 1281年、スモレンスク大公：1281/97年 - 1313年。

## 生涯
スモレンスク大公だったおじのフョードル(ru)がジョチ・ウルスに滞在していた時期（1281年以降）から、おそらくスモレンスク公国を統治していたと考えられる。しかし1297年にフョードルがジョチ・ウルスから帰還した後もスモレンスク公位を譲ることはなく、スモレンスクの人々の意志によって公位に就いた。フョードルの最初の妻はヤロスラヴリ公ヴァシリー(ru)の娘であり（結婚は1261年以降）、ヤロスラヴリに地盤を固めていたが、1298年にスモレンスクを占拠しようとした試みは失敗に終わった。その翌年にフョードルは死去している。
1300年、アレクサンドルは兄弟のロマンと共にドロゴブージへの遠征を行ったが、いとこにあたるヴャジマ公アンドレイに敗れた。また、1303年にはモスクワ大公ダニールに、兄弟のスヴャトスラフが治めるモジャイスクを占領されている。
ブリャンスク公オレグ(ru)とミハイルの死後、アレクサンドルは息子のヴァシリーをブリャンスク公の座に据えた。L.ヴォイトヴィチの仮説によれば、ブリャンスク公オレグの娘はスモレンスク公家の人物の一人と結婚しており、このことが、スモレンスク公家に、ブリャンスク公位の請求権を与えるものとなっていたという。

## 子女
アレクサンドルの子とされるには以下の人物がいる（子と推定される人物を含む）。
- ヴァシリー（1314年没） - ブリャンスク公
- イヴァン（1359年没） - スモレンスク大公
- ドミトリー(ru) - ブリャンスク公。上記のイヴァンとスモレンスク公位を争った。弟ロマンの子ともいわれる。
- ミハイル - ブリャンスク公、スモレンスクのナメストニク。1401年没。ブリャンスク公アレクサンドル・ロマノヴィチの子という説もある。
- ソロモニダ（エレナ）(ru) - イヴァン1世の1人目の妻。